# Plant Production Science
Plant Production Science is een internationaal, aan collegiale toetsing onderworpen open access wetenschappelijk tijdschrift op het gebied van de landbouwkunde. De naam wordt in literatuurverwijzingen meestal afgekort tot Plant Prod. Sci. Het wordt uitgegeven door de Crop Science Society of Japan en verschijnt 4 keer per jaar. Het eerste nummer verscheen in 2003.